# The Men Who Stare at Goats
The Men Who Stare at Goats Los hombres que miraban fijamente a las cabras u Hombres de...mentes) es una película estadounidense-británica de 2009, dirigida por Grant Heslov, protagonizada por George Clooney, Ewan McGregor, Jeff Bridges y Kevin Spacey en los papeles principales. La historia gira en torno a los intentos del gobierno de los Estados Unidos para aprovechar las capacidades paranormales para combatir al enemigo.

## Sinopsis
El periodista Bob Wilton (Ewan McGregor) está detrás de su próxima gran historia, cuando se cruza con Lyn Cassady (George Clooney), un personaje misterioso que proclama ser parte de una unidad experimental secreta del Ejército de los Estados Unidos. Según Cassady, este Ejército de la Nueva Tierra está cambiando las tácticas de combate. Se trata de una legión de ‘Guerreros Monje’ que posee una serie de poderes sin parangón, tales como leer la mente del enemigo, atravesar paredes o incluso matar una cabra con tan sólo mirarla fijamente. El fundador del programa, Bill Django (Jeff Bridges), excombatiente de Vietnam y estudioso de la Nueva era ha desaparecido, y la misión de Cassady es encontrarle.
Intrigado por las increíbles historias que narra este recién conocido, Bob decide impulsivamente seguirle. Cuando la pareja da con la pista de Django, se topan con un campamento de entrenamiento clandestino dirigido por un renegado vidente y exmiembro del Ejército de la Nueva Tierra, Larry Hooper, (Kevin Spacey). El reportero se ve atrapado en una rencilla entre el Ejército de Django y la milicia personal de super soldados de Hooper. Para sobrevivir a esta salvaje aventura, Bob tendrá que burlar a un enemigo que jamás creyó que pudiera existir.

## Reparto
- George Clooney como Lyn Cassady.
- Ewan McGregor como Bob Wilton.
- Jeff Bridges como Bill Django.
- Kevin Spacey como Larry Hooper.
- Robert Patrick como Todd Nixon.

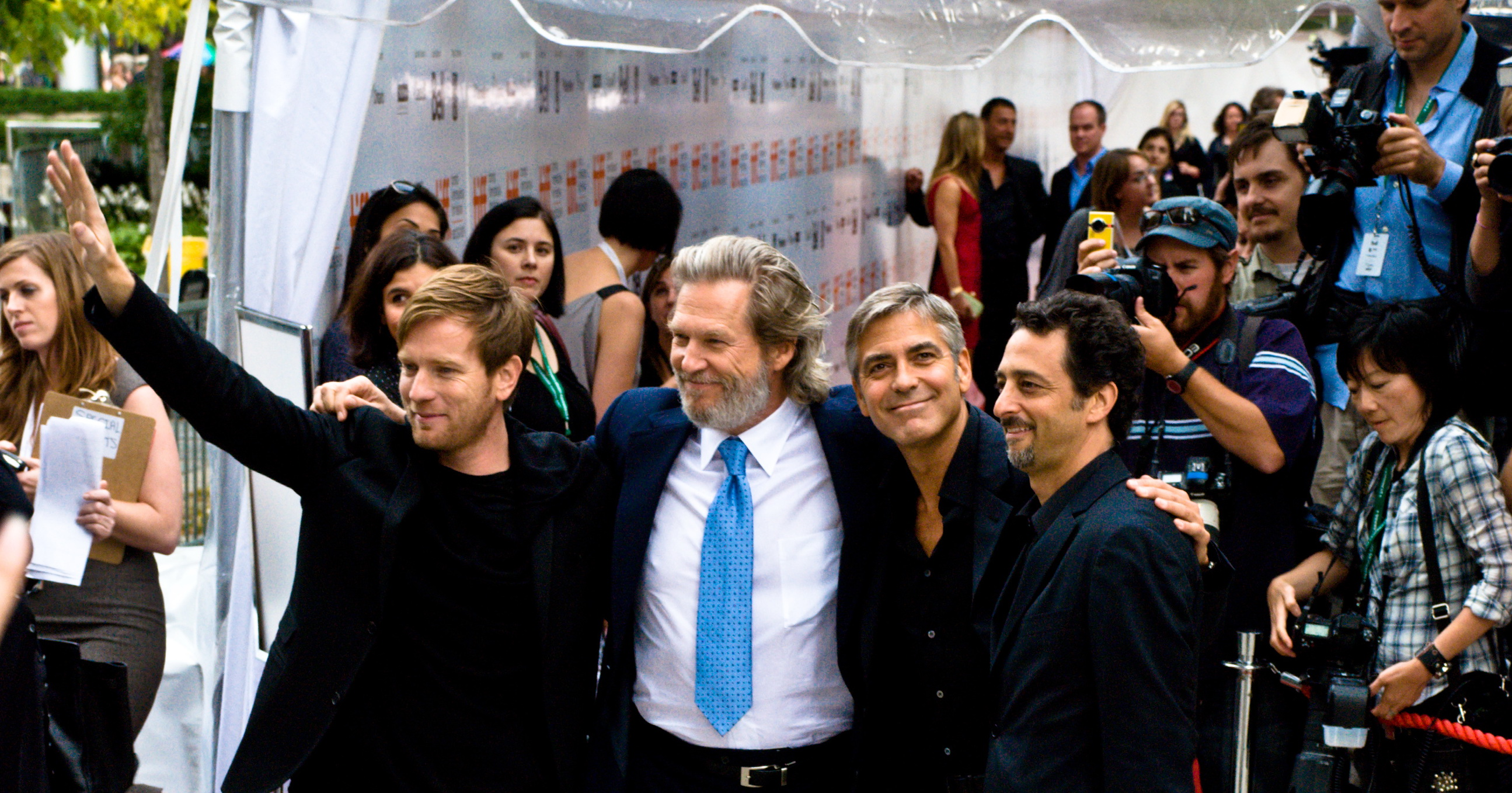
De izquierda a derecha: Ewan McGregor, Jeff Bridges, George Clooney, y el director Grant Heslov en el Festival Internacional de Cine de Toronto de 2009

- Stephen Lang como General Hopgood.
- Stephen Root como Gus Lacey.
- Rebecca Mader como Debora Wilton.
- Glenn Morshower como Major Jim Holtz.
- Waleed Zuaiter como Mahmud Dash.